# Благовещенка (Васильевский район)
Благове́щенка (укр. Благовіщенка) — село, Благовещенская сельская община, Васильевский район, Запорожская область, Украина. До 17 июля 2020 года входило в состав упразднённого Каменско-Днепровского района.
Код КОАТУУ — 2322480501. Население по переписи 2001 года составляло 2941 человек.
Является административным центром Благовещенской сельской общины.
С марта 2022 года село находится под российской оккупацией.

## Географическое положение
Село Благовещенка находится на левом берегу Каховского водохранилища (Днепр), выше по течению на расстоянии в 1 км расположено село Шляховое, ниже по течению на расстоянии в 1 км расположено село Ивановка. Рядом проходит железная дорога, станция Платформа 20 км в 0,5 км. Вокруг села много ирригационных каналов.

## Происхождение названия
На старых (дореволюционных и довоенных) географических картах данный населённый пункт фигурировал под названием Благовещенское, смена наименования на современное отразилась только на географических картах послевоенного выпуска. Благовещенская церковь, давшая название населённому пункту, была основана в 1798 году.

## История
- В окрестностях села Благовещенка выявлены остатки стоянки эпохи позднего палеолита (более 15 тыс. лет тому назад), исследованы поселение и могильник эпохи бронзы (III—II тысячелетия до н. э.). Обнаружено поселение черняховской культуры (II—VI вв. н. э.). Найден также склад амфор середины 1 тысячелетия н. э. На могильнике осевших кочевников раскопано пять погребений V в. н. э., а на древнерусском — 44 погребения. Рядом размещалось большое древнерусское поселение XII—XIV веков.
- 1774 год — дата основания как село Иваненково.
- В 1798 году переименовано в село Благовещенское.
- В 1804 году переименовано в село Благовещенка.
- В марте 2022 года село было оккупировано российскими войсками в ходе вторжения России на Украину.

## Экономика
- Благовещенское хлебоприёмное предприятие, ОАО.
- «Благовищенка», сельскохозяйственное ООО.

## Объекты социальной сферы
- Школа.
- Детский сад.
- Дом культуры.
- Музей истории села.
- Участковая больница.
- Оборудованный стадион, два спортзала, детско-юношеская спортивная школа.

## Достопримечательности
- Братская могила советских воинов.